# مجلس وزراء اليابان
مجلس وزراء اليابان (باليابانية: 内閣 نايكاكو) هو السلطة التنفيذية لحكومة اليابان. يترأسه رئيس الوزراء ووزراء يبلغ عدد 14 كحد أقصى.
يعين إمبراطور اليابان رئيس الوزراء الياباني بناء على توصية البرلمان ، ويختار رئيس الوزراء من بين أعضاء البرلمان على أن يحصل على ثقة مجلس النواب بشكل دائم للبقاء في منصبه، ويقوم رئيس الوزراء بتعيين وعزل الوزراء.
تشكيل وسلطات مجلس الوزراء الياباني بشكله الحالي تجري تبعا لدستور اليابان الذي وضع بعد الحرب العالمية الثانية، أما قبل ذلك فكان مجلس الوزراء تحت دستور ميجي تابعا لسلطة الإمبراطور.

## تعيين
بموجب الدستور يعين رئيس الوزراء وزراءه ، ويشترط أن يكون رئيس الوزراء ومعظم الوزراء أعضاء في البرلمان الياباني وأن يكونوا جميعا من المدنيين (غير العسكريين). بحسب قانون مجلس الوزراء للعام 2001 يجب أن يكون العدد الأعظم للوزراء 14 وزيرا عدا رئيس الوزراء، ويسمح بزيادة العدد إلى 17 عند ظهور حاجة لذلك. في حال استقالة مجلس الوزراء يجب عليه الاستمرار بعمله بشكل طبيعي حتى تعيين رئيس وزراء جديد.
يتمتع الوزراء بحصانة قانونية وعندما يكونون في مناصبهم تمنع اتخاذ أي إجراءات قانونية بحقهم، إلا بموافقة رئيس الوزراء.

## اقرأ أيضاً
- رئيس وزراء اليابان
- حكومة اليابان